# Sandra Köhldorfer
Sandra Köhldorfer (* 18. September 1981 in der Steiermark) ist eine österreichische Psychotherapiewissenschaftlerin, die durch ihre Fernsehauftritte bekannt geworden ist.

## Leben und Wirken
Köhldorfer hat 2009 ein Magisterstudium der Psychotherapiewissenschaft (Mag. pth.) an der Sigmund Freud Privatuniversität Wien (SFU) abgeschlossen. Ebenda promovierte sie 2013 bei Alfred Pritz über die Gefängnis Ess-Kette zum Doktor der Psychotherapiewissenschaft (Dr. scient. Pth.). Seit 2013 lehrt Köhldorfer an der Fakultät für Psychotherapiewissenschaft der SFU als Lektorin.
Bekanntheit erlangte sie insbesondere durch ihre Tätigkeit als Fernsehberaterin in der Sat.1-Sendung Hochzeit auf den ersten Blick. Dort ist sie seit der ersten Staffel (2014) Teil des Experten-Trios, das die Zusammenstellung der Paare auswählt („Matching“) und sie und während der Staffel berät und begleitet. Des Weiteren hat sie ab 2016 bei der Fernsehsendung Der Augenblick – Verzeihen ohne Worte mitgewirkt.
Als Psychotherapeutin betreibt Köhldorfer je eine Praxis in Graz und Berlin-Neukölln. Sie lebt in Berlin.
Köhldorfer, zu deren Arbeitsschwerpunkten Familien- und Paartherapie zählt, hat 2020 einen Ratgeber veröffentlicht, der sich mit einem Konzept für ein glückliches Leben zu zweit befasst.

## Privates
Beim Finale der neunten Staffel von Hochzeit auf den ersten Blick erhielt Sandra Köhldorfer auf Schloss Tüßling einen Heiratsantrag. Ihr US-amerikanischer Freund Ryan machte ihr vor laufender Kamera einen Antrag, den sie annahm.